# Small Change
Small Change es el cuarto álbum de estudio del músico estadounidense Tom Waits, publicado en 1976 por Asylum Records. El álbum fue grabado directamente en una cinta estéreo de dos pistas entre los días 15, 19, 20, 21 y 29 de julio de 1976 en el Wally Heider Recording Studio de Hollywood, California bajo la producción de Bones Howe.

## Música
Small Change incluye al batería Shelly Manne y, al igual que los trabajos previos de Waits, está orientado hacia un sonido jazz, con un estilo lírico influido por Raymond Chandler y Charles Bukowski, y  un rango vocal parecido al de Louis Armstrong, Dr John y Howlin' Wolf. Los temas están cantados en su mayoría por la voz ronca y característica de Waits, con un piano como telón de fondo, y el acompañamiento de un contrabajo, una batería y un saxofón. 
La canción que abre el disco, "Tom Traubert's Blues", fue descrita por Jay S. Jacobs como "un impresionante comienzo que establece el tono para lo que sigue".  El estribillo copia, casi palabra por palabra, la canción australiana "Waltzing Matilda", aunque la melodía es ligeramente diferente. El origen de la canción es ambiguo: el subtítulo del tema, "Four Sheets to the Wind in Copenhagen", parece indicar el tiempo que Waits pasó en Copenhague en 1976 durante una gira, en la que aparentemente conoció a la cantante Mathilde Bondo. En una entrevista concedida por Bondo en 1998, confirmó que conoció a Waits y que habían pasado una noche juntos en la ciudad". Por su parte, en una entrevista a NPR en 2006, Waits comentó que Tom Traubert era "el amigo de un amigo que murió en prisión".
Bones Howe, el productor del álbum, recordó cuando Waits llegó por primera vez con la canción:  "Dijo lo más maravilloso sobre componer esa canción. Se quedó en Los Angeles porque quería estar estimulado para componer ese material. Me llamó y dijo: "Bajé a los barrios bajos y me compré una botella de whiskey". Le dije: "¿En serio?", y él dijo: "Sí, me bebí la botella de whiskey, fui a casa, vomité,  y escribí "Tom Traubert's Blues"". Howe se sorprendió al escuchar por primera vez la canción: "Ocasionalmente hago algo para compositores. Ellos dicen siempre lo mismo: "Todas las grandes letras ya están escritas". Y yo les digo: "Voy a daros una letra que no habéis oído antes", y les recito: "Una maleta vieja y estropeada en un hotel cualquiera / y una herida que nunca sanará", unos versos de Waits que considero el trabajo de un gran talento lírico".
La canción ha sido versionada por Rod Stewart en dos discos, Lead Vocalist y Unplugged... and Seated, con el título de "Tom Traubert's Blues (Waltzing Matilda)".
La última canción de Small Change, "I Can't Wait to Get Off Work (And See My Baby on Montgomery Avenue)" tiene un arreglo musical simple, sólo con voz y piano. La letra relata el primer trabajo de Waits en el Napoleone Pizza House, aún en el 619 National City Boulevard de National City, California, a los 16 años.

## Temática
Durante las sesiones de grabación de Small Change, Waits comenzó a beber cada vez más, y la vida en la carretera estaba empezando a hacer mella en él. El propio Waits comentó sobre ese periodo de su vida: "Estuve enfermo todo ese periodo. Estuve viajando mucho, viviendo en hoteles, comiendo mala comida, bebiendo mucho… demasiado. Hay un estilo de vida que está antes de que tú llegues y te introducen en él. Es inevitable".
En respuesta a estas dificultades, Waits grabó Small Change, que hace hincapié en un aspecto más cínico y pesimista de las letras con respecto a trabajos anteriores, con canciones como "The Piano Has Been Drinking" y "Bad Liver and a Broken Heart" presentando una imagen desnuda y honesta del alcoholismo, al tiempo que cimentaba la mala vida de Waits a ojos del público. La temática de las canciones varía entre la desolación, la privaciones, y por encima de todo, el mencionado alcoholismo. El elenco de personajes descritos, que incluye prostitutas, stríperes y gente perdedora, son en su mayor parte noctámbulos y borrachos, perdidos en un mundo frío y urbano. 
Con el álbum, Waits intentó "resolver varias cosas en torno a mi imagen de sensiblero y alcohólico depresivo que tenía. No hay nada divertido en un borracho. Comencé a creer que había algo divertido y maravillosamente americano en ser un borracho. Acabé diciéndome a mí mismo que tenía que cortar con esa mierda”. De todas formas, detrás de la temática de las canciones, las letras son a menudo irónicas y destacan por el humor, con canciones como "The Piano Has Been Drinking" y "Bad Liver And A Broken Heart" que incluyen bromas y juegos de palabras en relación con el alcoholismo.

## Portada
La portada de Small Change incluye a Waits sentado en el camerino de una stríper con una bailarina en topless cerca de él. La bailarina de la foto se confirmó que es Cassandra Peterson, una modelo conocida por interpretar el papel de Elvira.

## Recepción
Small Change recibió críticas al nivel de los anteriores trabajos de Waits, pero obtuvo un mayor éxito comercial al alzarse hasta el puesto 89 de la lista Billboard 200 a las dos semanas de su publicación. Sin embargo, Small Change desapareció de las listas de éxitos tres semanas después, y Waits no obtuvo un mejor resultado en las listas de éxitos hasta la publicación en 1999 de Mule Variations.

## Lista de canciones
Todas las canciones compuestas por Tom Waits.

### Cara A
| N.º | Título | Duración |  |
| 1.  | «Tom Traubert's Blues (Four Sheets to the Wind in Copenhagen)»                                              | 6:39     |  |
| 2.  | «Step Right Up»                                                                                             | 5:43     |  |
| 3.  | «Jitterbug Boy (Sharing a Curbstone with Chuck E. Weiss, Robert Marchese, Paul Body and The Mug and Artie)» | 3:44     |  |
| 4.  | «I Wish I Was in New Orleans (In the Ninth Ward)»                                                           | 4:53     |  |
| 5.  | «The Piano Has Been Drinking (Not Me) (an Evening with Pete King)»                                          | 3:40     |  |

### Cara B
| N.º | Título                                                                | Duración |  |
| 1.  | «Invitation to the Blues»                                             | 5:24     |  |
| 2.  | «Pasties and a G-String (At the Two O'Clock Club)»                    | 2:32     |  |
| 3.  | «Bad Liver and a Broken Heart (In Lowell)»                            | 4:50     |  |
| 4.  | «The One That Got Away»                                               | 4:07     |  |
| 5.  | «Small Change (Got Rained on with His Own .38)»                       | 5:07     |  |
| 6.  | «I Can't Wait to Get Off Work (And See My Baby on Montgomery Avenue)» | 3:17     |  |

## Personal
- Harry Bluestone: violín
- Jim Hughart: bajo
- Ed Lustgarden: chelo
- Shelly Manne: batería
- Lew Tabackin: saxofón tenor
- Tom Waits: voz y piano
- Jerry Yester: arreglista y conductor de la sección de cuerda